# Почесний партійний знак «Нюрнберг 1929»

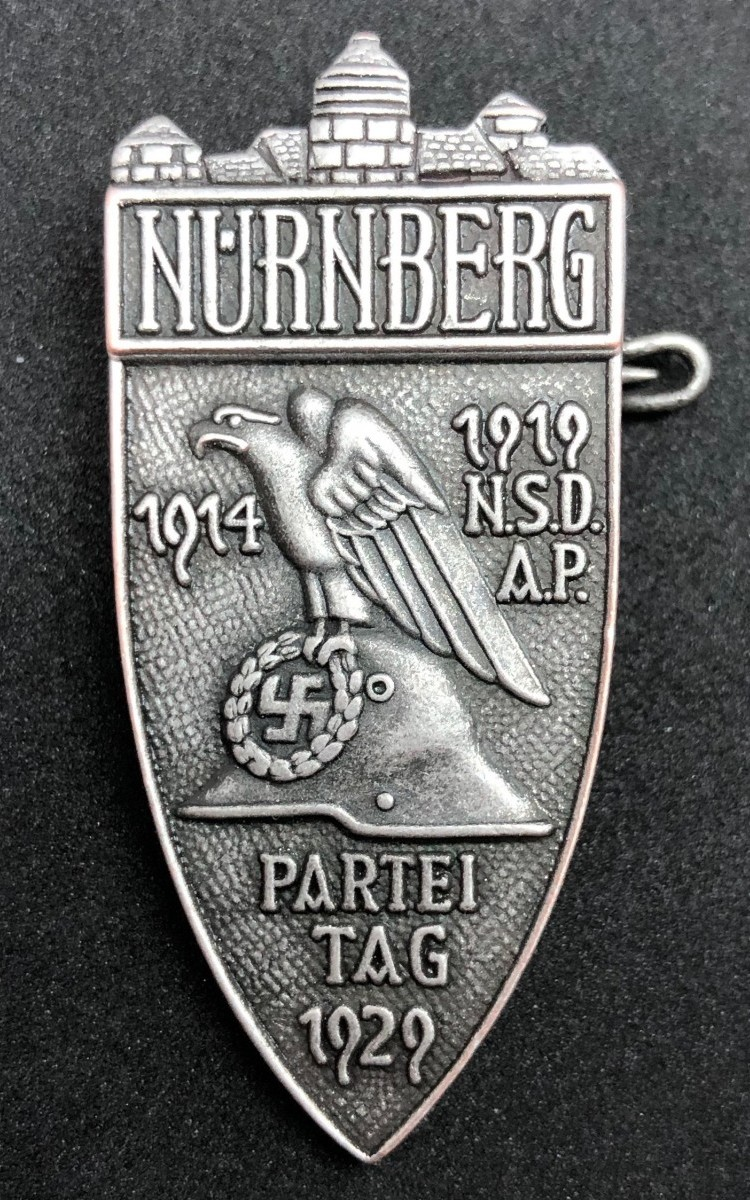

Знак Нюрнберзького з'їзду партії 1929 року (нім. Nürnberger Parteitagsabzeichen von 1929), також відомий як Почесний партійний знак «Нюрнберг 1929»  — партійна відзнака НСДАП, заснована 6 листопада 1936 року. Одна із найпрестижніших партійних відзнак.

## Опис
Знак являв собою щит розмірами 21Х48 мм. Вгорі зображена Нюрнберзька фортеця із словом Nürnberg, в центрі щита — орел, який сидить на сталевому шоломі, тримаючи в кігтях вінок з дубового листя із свастикою. Ліворуч від орла дата 1914, праворуч — 1919 N.S.D.A.P. (рік заснування партії). Під шоломом напис Parteitag 1929 (укр. День партії 1929).

## Умови нагородження
Знак вручали членам партії, які відвідали партійний з'їзд в Нюрнберзі (1-4 серпня 1929). Нагородження знаком здійснювали гауляйтери. Адольф Гітлер і Мартін Борман володіли правом позбавити нагородженого знака.
Знак носили на лівому боці грудей.

## Статус
Знак був символом «старої гвардії», його часто носили високопоставлені партійні функціонери на партійних мітингах в Нюрнберзі — в тому числі і Адольф Гітлер, який зазвичай не носив партійних відзнак.
Серед партійних нагород знак займав друге місце за престижністю — після Почесного знака Кобург.

## Відомі нагороджені[1]
- Адольф Гітлер
- Генріх Гіммлер
- Вальтер Бух
- Курт Далюге
- Карл Марія Демельгубер
- Адольф Гюнляйн
- Віктор Лютце
- Ганс Франк